# Říše slunce (soundtrack)
Říše slunce je originální soundtrack ke stejnojmennému filmu Říše slunce režiséra Stevena Spielberga z roku 1987 z vydavatelství Warner Bros. Records, který vyhrál cenu BAFTA za nejlepší filmovou hudbu. Byl také nominován na Oscara za nejlepší hudbu, Zlatý glóbus za nejlepší filmovou hudbu a na cenu Grammy. Hudbu zkomponoval John Williams.